# Сергіївка (Бугринська сільська громада)
Се́ргіївка — село в Україні, в Рівненському районі (до 2020 р. у Гощанському районі) Рівненської області. Населення становить 205 осіб.

## Географія
Село розташоване на правому березі річки Місток.

## Історія
У 1906 році село Бугринської волості Острозького повіту Волинської губернії. Відстань від повітового міста 25 верст, від волості 5. Дворів 48, мешканців 302.

## Населення

### Мова
Розподіл населення за рідною мовою за даними перепису 2001 року:
| Мова       | Кількість | Відсоток |
| ---------- | --------- | -------- |
| українська | 204       | 99.51%   |
| білоруська | 1         | 0.49%    |
| Усього     | 205       | 100%     |